# Microphor rufipes
Microphor rufipes är en tvåvingeart som först beskrevs av Johann Wilhelm Meigen 1838.  Microphor rufipes ingår i släktet Microphor och familjen styltflugor.
Artens utbredningsområde är Tyskland. Inga underarter finns listade i Catalogue of Life.